# ليزا ليندغرين
ليزا ليندغرين (بالسويدية: Lisa Lindgren)‏ هي ممثلة سويدية، ولدت في 3 يونيو 1968 في السويد.

## أعمالها
- تيلسامانس 99.

## وصلات خارجية
- ليزا ليندغرين على موقع IMDb (الإنجليزية)
- ليزا ليندغرين على موقع قاعدة بيانات الأفلام السويدية (السويدية)
- ليزا ليندغرين على موقع قاعدة بيانات الفيلم (الإنجليزية)